# 佐藤翔治
佐藤 翔治（さとう しょうじ、1982年9月19日 - ）は、NTT東日本バドミントン部所属の元男子バドミントン選手。東京都東村山市出身。右利き。身長168cm、体重60kg。血液型A型

## 経歴
元バドミントン選手だった父親の影響を受け幼少時からラケットを握り、小学3年生の時に小平ジュニアバドミントンクラブ入団。早くもその才能を開花させ、1994年に全国小学生選手権で全国初優勝。1997年には全国中学生大会の優勝も飾る。
1999年、関東第一高等学校2年にして高校総体の男子シングルス優勝。翌年高校3年のインターハイでは男子シングルス及びダブルス、そして団体の全てを制し三冠を達成する。当時のダブルスパートナーは現在トナミ運輸に所属し、ナショナルメンバーにも選出されている佐々木翔。当時、超高校級の2人を擁する関東一高は圧倒的な強さで各タイトルを獲り、シングルスの準決勝での川前直樹選手とは接戦になることもあったが、まさに黄金期であった。
2001年、佐々木とともに富士短期大学に進学。2002年には全日本学生選手権男子シングルス優勝。
2003年、MMGアローズ（旧フジチュー）入社。同年には全日本総合選手権男子シングルスで初優勝し、前人未到の全世代優勝を達成した（以降2006年までシングルス4連覇）。
2004年、アテネオリンピックの男子シングルス日本代表として、五輪初出場。
2005年、実業団チームのNTT東日本に移籍。同年の全英オープンでは日本人選手（男子）として30年ぶりにベスト8進出。以後、2007年まで3年連続でベスト8入賞。
2006年、トマス杯（国別対抗世界選手権）準々決勝にて、日本チームは敗れたものの、シングルスでアテネオリンピックの男子シングルス金メダリストでインドネシアのエースである世界ランク上位のタウフィック・ヒダヤットをファイナルゲームの激闘の末に破るという快挙を成し遂げた。
2008年、北京オリンピックに男子シングルス日本代表として出場。初戦の2回戦は勝利したが、3回戦でピーター・ゲードにゲームカウント1-2で敗れ、ベスト16に留まった。
2008年の全日本総合選手権以前は国内ではシングルス及びダブルス、海外では主にシングルス選手として活躍していたが、同大会男子シングルス準優勝以降はシングルス日本代表を辞退。
2009年、前述のとおりシングルスの日本代表を辞退したため、国際大会のシングルスに出場することはないが（例外として2010年にマレーシアで開催された国別対抗団体戦のトマス杯でシングルスの試合に出場し32年ぶりのベスト4入りに貢献している。）、国内の試合ではシングルスにも出場している。全日本社会人選手権ではダブルスは5位に終わったものの、シングルスでは優勝を飾るなど、ダブルス転向後もシングルスの実力は健在である。
同僚の川前直樹とペアを組んでいる男子ダブルス、及び、2011年から松尾静香（パナソニック）とペアを組んでいる混合ダブルスでの2012年のロンドンオリンピック出場を目指した。平田典靖・橋本博且ペア（トナミ運輸）、早川賢一・遠藤大由ペア（日本ユニシス）との熾烈な出場権獲得争いの結果、男子ダブルスの出場権を獲得。日本のバドミントン選手でオリンピック3大会出場を果たしたのは舛田圭太に続いて2人目。
2012年末を以って現役を引退し、その翌年より日本代表ナショナルチーム女子シングルスコーチを務めている。

## 主な成績
国内試合
- 1994年
  - 全国小学生大会　男子シングルス　優勝
- 1996年
  - 全日本ジュニア選手権大会新人の部　男子シングルス　優勝
- 1997年
  - 全国中学生大会　男子シングルス　優勝
- 1998年
  - 全国高校選抜選大会　男子シングルス　優勝
- 1999年
  - 全国高等学校総合体育大会　男子シングルス、団体　優勝（2冠）
- 2000年
  - 全国高等学校総合体育大会　男子シングルス、ダブルス、団体　優勝（3冠）
- 2002年
  - 全日本学生選手権　男子シングルス　優勝
- 2003年-2006年
  - 全日本総合バドミントン選手権大会　男子シングルス　優勝
- 2004年
  - 全日本社会人選手権大会　男子シングルス　優勝
- 2007年-2008年
  - 全日本総合バドミントン選手権大会　男子シングルス　準優勝
- 2009年
  - 日本ランキングサーキット大会　男子ダブルス　準優勝
- 2010年
  - 日本ランキングサーキット大会　男子ダブルス　優勝
  - 全日本社会人選手権大会　男子シングルス　準優勝　男子ダブルス　準優勝
- 2011年
  - 全日本総合バドミントン選手権大会　男子シングルス　3位　男子ダブルス　3位
- 2012年
  - 全日本総合バドミントン選手権大会　男子ダブルス　3位　混合ダブルス　準優勝

国際試合
- 2001年
  - イラン国際 男子シングルス＆男子ダブルス 優勝
  - キューバ国際 男子シングルス 優勝
- 2002年
  - ナイジェリア国際 男子シングルス 準優勝、男子ダブルス 優勝
- 2003年
  - ルクセンブルク国際 男子シングルス 優勝、男子ダブルス ベスト4
  - イラン国際 男子シングルス＆男子ダブルス 優勝
  - モーリシャス国際 男子シングルス ベスト4
  - 南アフリカ国際 男子シングルス 優勝
  - ワイカト国際（ニュージーランド） 男子シングルス ベスト4
  - ウェリントン国際（ニュージーランド） 男子シングルス 優勝、男子ダブルス 準優勝
  - ニュージーランド国際 男子シングルス 優勝、男子ダブルス 準優勝
  - オーストラリア国際 男子シングルス 優勝
  - チェコ国際 男子シングルス ベスト4
  - ブラジル国際 男子シングルス 優勝
  - スロベニア国際 男子シングルス 優勝
  - スコットランド国際 男子シングルス ベスト4
  - グアテマラ国際 男子シングルス ベスト4
- 2004年
  - スウェーデン国際 男子シングルス 優勝
  - イラン国際 男子シングルス 優勝
  - ペルー国際 男子シングルス 準優勝
  - ドイツオープン 男子ダブルス ベスト4
  - アテネオリンピック 男子シングルス出場
- 2005年
  - 全英オープン 男子シングルス ベスト8
  - オランダオープン 男子シングルス 準優勝
- 2006年
  - 全英オープン 男子シングルス ベスト8
  - ニュージーランドオープン 男子ダブルス ベスト4
  - アジア競技大会日本代表
- 2007年
  - 全英オープン 男子シングルス ベスト8
- 2008年
  - カナダ国際 男子シングルス 優勝
  - 北京オリンピック 日本代表 男子シングルス ベスト16
- 2009年
  - エストニア国際 男子シングルス ベスト4、男子ダブルス 優勝
  - スウェーデン国際 男子ダブルス 優勝
  - オーストリア国際 男子ダブルス 優勝
  - クロアチア国際 男子ダブルス 準優勝
  - オランダ国際 男子ダブルス ベスト4
  - カナダ国際 男子ダブルス 優勝
- 2010年
  - 大阪国際 男子ダブルス ベスト4
  - オランダオープン 男子ダブルス ベスト4
- 2011年
  - マレーシアオープン（スーパーシリーズ）男子ダブルス ベスト4
  - オーストラリアオープン 男子ダブルス 準優勝
  - シンガポールオープン 混合ダブルス ベスト8
  - ロシアオープン 男子ダブルス 優勝
  - USオープン 男子ダブルス＆混合ダブルス ベスト4
  - ヨネックスオープンジャパン 混合ダブルス ベスト8
  - 中国オープン 男子ダブルス ベスト4
  - インドオープン（グランプリゴールド）男子ダブルス 優勝
- 2012年
  - ドイツオープン 混合ダブルス ベスト4
  - スイスオープン 男子ダブルス 優勝
  - インドオープン（スーパーシリーズ） 混合ダブルス ベスト8
  - ロンドンオリンピック　男子ダブルス出場

## エピソード
- 中学校の同級生に俳優の小栗旬がいる。小栗は北京オリンピック開幕前の2008年8月6日（7日未明）、自分のラジオ番組「小栗旬のオールナイトニッポン」で佐藤について「当時から有名だった」と語り、応援のエールを送った。
- 2003年、東京運動記者クラブバドミントン分科会2003年度最優秀選手受賞
- 重力を感じさせない流れる様なフットワークが特徴である。